# Andreaea vilocensis
Andreaea vilocensis là một loài rêu trong họ Andreaeaceae. Loài này được Broth. mô tả khoa học đầu tiên năm 1916.